# 아이깁투스 총독 목록

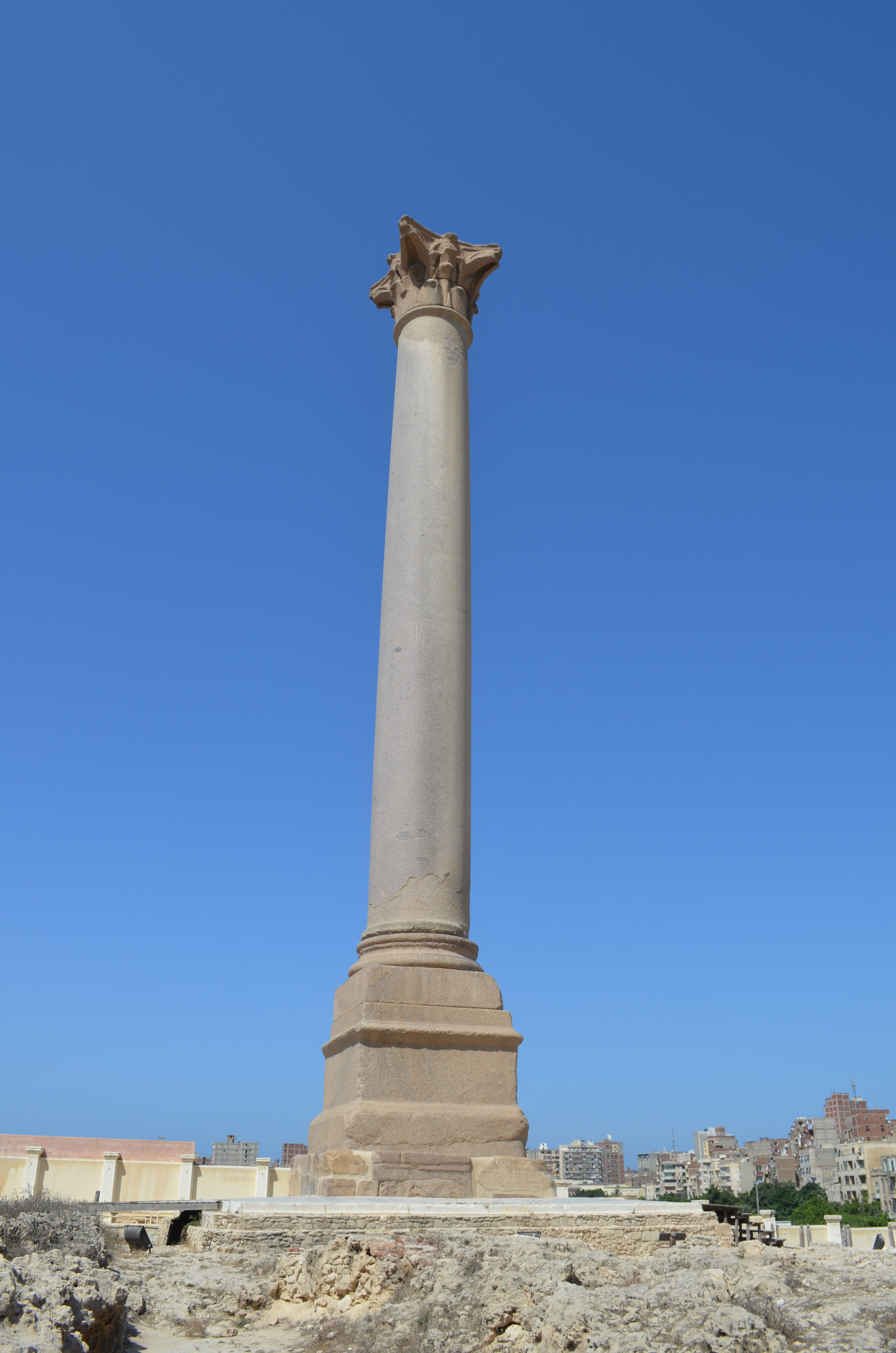
디오클레티아누스 재위 기간 아리스티우스 옵타투스 총독이 알렉산드리아에 세운 폼페이우스 기둥

아이깁투스 총독(praefectus Aegypti)은 로마 제정 시대 기간 로마 황제가 부여한 권위(임페리움)를 가지고 로마의 이집트 속주를 다스리던 프라이펙투스이다.
이집트는 악티움 해전의 결과에 따라 로마 속주가 되었는데, 악티움에서 이집트의 마지막 독자 지도자인 클레오파트라와 그녀의 로마 동맹인 마르쿠스 안토니우스 등이 암살당한 로마의 독재관 율리우스 카이사르의 양자 옥타비아누스에게 패했다. 그 뒤로 옥타비아누스는 아우구스투스 지위를 가지며 최고 권력자가 되었으며, 로마 공화정 시대를 끝내고 사실상 전제 통치자 역할을 했던 이른바 로마의 '최고 시민'인 '프린켑스' 자리에 스스로 올랐다. 원로원 의원들은 특히나 공화정 시기에 합병된 대부분 속주 (원로원 속주)의 총독 역할을 이어나갔지만, 안토니누스와의 내전 기간에 이집트의 역할 및 이집트의 전략과 경제적 중요성은 아우구스투스가 어떤 경쟁자도 "아깁투스"를 자산으로 확보할 수 없도록 하였다. 그는 이에 따라 이집트를 자신이 기사 계급 출신자들 중에 임명한 프라이펙투스가 다스리는 황제 속주로 설치하였다.
이집트가 부유하고 전략적인 곡창 지대에, 로마 황제가 다른 속주들과는 달리 거의 파라오와 같은 지위를 누리고 있던 특별한 황제 소유지였기에, 이곳의 책임자는 독특하게 '프라이펙투스 아우구스탈리스'(Praefectus Augustalis)라는 직책이 붙었는데 이는 황제의 존칭인 '아우구스투스'의 이름으로써 이곳을 다스렸음을 나타낸다. 이곳의 총독은 제정 초기에는 최고위 기사 계급이 맡는다고 여겼다. 시간이 흘러 친위대장이 기사 계급이 오를 수 있는 최고 직책이 됨에 따라 그 다음으로 지위가 떨어지게 되었지만 여전히 대단히 저명한 직책이었다.
이집트의 프라이펙투스는 보통은 임기가 3년이나 4년이었다. 이 직책에 임명된 기사 계급은 특별한 교육은 받지 않았으며, 군 경력과 로마법, 행정에 관한 지식을 보고 선발되는 것으로 보인다. 이집트에 대해서 임명자가 알고 있을, 알렉산드리아의 필로가 "복잡다단하고 다양하여, 아주 이른 시기부터 연구를 한 사람들조차 거의 이해하지 못한다"라고 묘사한 현지의 정치와 행정 등에 관한 비밀스러운 전승의 지식은 임명자의 인사 기록과 황제의 지지에 비하면 부수적인 것이었다.

## 원수정 시기 총독
별다른 언급이 없을 시에, 기원전 30년부터 서기 299년 사이의 총독들은 구이도 바스티아니니의 "Lista dei prefetti d'Egitto dal 30a al 299p", Zeitschrift für Papyrologie und Epigraphik, 17 (1975), pp. 263-321, 323-328에서 발췌한 것이다.
- 기원전 30–26년: 가이우스 코르넬리우스 갈루스
- 기원전 26–24년: 아일리우스 갈루스
- 기원전 24–22년: 가이우스 페트로니우스 또는 푸블리우스 페트로니우스
- 기원전 13–12년: 푸블리우스 루브리우스 바르바루스
- 기원전7–4년: 가이우스 투라니우스
- 2년–3년: 푸블리우스 옥타비우스
- 3년–10년: 퀸투스 오스토리우스 스카풀라
- 10년–11년: 가이우스 율리우스 아퀼라
- 11년–12년: 루키우스 안토니우스 페도
- 12년–14년: 마르쿠스 마기우스 막시무스
- 15년경: 루키우스 세이우스 스트라보
- 15년경: 아이밀리우스 렉투스
- 16년–32년: 가이우스 갈레리우스
- 32년경: 비트라시우스 폴리오 (임기 중 사망)
- 32년경: 히베루스 (부총독)
- 33년–38년: 아울루스 아빌리우스 플라쿠스
- 38년경: 퀸투스 나이비우스 코르두스 수토리우스 마크로
- 38년–41년: 가이우스 비트라시우스 폴리오
- 41년–42년: 루키우스 아이밀리우스 렉투스
- 42년과 45년 사이: 마르쿠스 헤이우스
- 45년–48년: 가이우스 율리우스 포스투무스
- 48년–52년: 그나이우스 베르길리우스 카피토
- 54년경: 루키우스 루시우스 게타
- 55년–59년: 티베리우스 클라우디우스 발빌루스 모데스투스
- 60년–62년: 루키우스 율리우스 베스티누스
- 63년–66년: 가이우스 카이키나 투스쿠스
- 66년–69년: 티베리우스 율리우스 알렉산데르
- 70년: 루키우스 페두카이우스 콜로(누스?)
- 71년–73년: 티베리우스 율리우스 루푸스
- 74년경: 가이우스 발레리우스 파울리누스
- 75년–76년: [S]ept[imius?] Nu[...]
- 76/77년 혹은 77/78년:[2] 루키우스 율리우스 우르수스
- 78년–79년: 가이우스 아이테리우스 프론토
- 80년–82년: 가이우스 테티우스 카시아누스 프리스쿠스
- 83년–84년: 루키우스 라베리우스 막시무스
- 85년–88년: 가이우스 셉티미우스 베게투스
- 89년–92년: 마르쿠스 메티우스 루푸스
- 92년–93년: 티투스 페트로니우스 세쿤두스
- 94년–98년: 마르쿠스 유니우스 루푸스
- 98년–100년: 가이우스 폼페이우스 플란타
- 100년–103년: 가이우스 미니키우스 이탈루스
- 103년–107년: 가이우스 비비우스 막시무스
- 107년–112년: 세르비우스 술피키우스 시밀리스
- 113년–117년: 마르쿠스 루틸리우스 루푸스
- 117년–119년: 퀸투스 람미우스 마르티알리스
- 120년–124년: 티투스 하테리우스 네포스
- 126년: 페트로니우스 콰드라투스[3]
- 126년–133년: 티투스 플라비우스 티티아누스
- 133년–137년: 마르쿠스 페트로니우스 마메르티누스
- 137년–142년: 가이우스 아비디우스 헬리오도루스
- 142년–143년: 가이우스 발레리우스 에우다이몬
- 144년–147년: 루키우스 발레리우스 프로쿨루스
- 147년–148년: 마르쿠스 페트로니우스 호노라투스
- 150년–154년: 루키우스 무나티우스 펠릭스
- 154년–159년: 마르쿠스 셈프로니우스 리베랄리스
- 159년–160년: 티투스 푸리우스 빅토리누스
- 161년: 루키우스 볼루시우스 마이키아누스
- 161년–164년: 마르쿠스 안나이우스 시리아쿠스
- 164년–167년: 티투스 플라비우스 티티아누스
- 167년–168년: 퀸투스 바이에누스 블라시아누스
- 168년–169년: 마르쿠스 바사이우스 루푸스
- 170년–176년: 가이우스 칼비시우스 스타티아누스
- 176년: 가이우스 카이킬리우스 살비아누스 (부총독)
- 176년–179년[4] 티투스 팍투메이우스 마그누스
- 179년–180년: 티투스 아이우스 상크투스
- 181년경: 티투스 플라비우스 피소
- 181년–183년: 데키무스 베투리우스 마크리누스
- 184년경:베르나시우스 파쿤두스
- 185년: 티투스 롱가이우스 루푸스
- 185년–187년: 폼포니우스 파우스티니아누스
- 188년: 마르쿠스 아우렐리우스 베리아누스
- 188년경: 마르쿠스 아우렐리우스 파피리우스 디오니시우스
- 189년–190년: 퀸투스 티네이우스 데메트리우스
- 190년: 클라우디우스 루킬리아누스
- 192년: 라르키우스 메모르
- 192년–194년: 루키우스 만텐니우스 사비누스
- 195년–196년: 마르쿠스 울피우스 프리미아누스
- 197년–200년: 퀸투스 아이밀리우스 사투르니누스
- 200년–203년: 퀸투스 마이키우스 라이투스
- 203년–206년: 클라우디우스 율리아누스
- 206년–211년: 티베리우스 클라우디우스 수바티아누스 아퀼라
- 212년–213년: 루키우스 바이비우스 아우렐리우스 융키누스
- 214년–215년:[5] 마르쿠스 아우렐리우스 셉티미우스 헤라클리투스 (카라칼라에게 처형당함)
- 216년: 아우렐리우스 안티노우스 (부총독)
- 216년–217년: 루키우스 발레리우스 다투스
- 218년: 율리우스 바실리아누스
- 218년–219년: 칼리스티아누스
- 219년–221년: 게미니우스 크레스투스
- 222년: 루키우스 도미티우스 호노라투스
- 222년–223년: 마르쿠스 아이디니우스 율리아누스
- 224년: 마르쿠스 아우렐리우스 에파가투스
- 224년–225년: 티베리우스 클라우디우스 헤렌니아누스
- 229년–230년: 클라우디우스 마스쿨리누스
- 231년: 마르쿠스 아우렐리우스 제노 얀바리우스
- 232년–237년: 마이비우스 호노라티아누스
- 240년경: 루키우스 루크레티우스 안니아누스
- 241년–242년: 그나이우스 도미티우스 필리푸스
- 242년–245년: 아우렐리우스 바실레우스
- 245년–248년: 가이우스 발레리우스 피르무스
- 249년–250년: 아우렐리우스 아피우스 사비누스
- 251년–252년: 팔토니우스 레스티투티아누스
- 252년–253년: 리세니우스 프로쿨루스
- 253년: 셉티미우스 [...][6]
- 253년: 루키우스 티티니우스 클로디아누스
- 253년–256년: 티투스 마그니우스 펠릭스 크레스켄틸리아누스
- 257년–258년: 울피우스 파시온
- 258년경: 클라우디우스 테오도루스
- 258년–262년: 루키우스 무시우스 아이밀리아누스
- 262년–263년: 아우렐리우스 테오도투스
- 264년경: 가이우스 클라우디우스 피르무스
- 266년: 쿠소니우스 이[...]
- 267년: 유베니우스 게니알리스
- 270년: 테나기노 프로부스
- 271년: 율리우스 마르켈리누스
- 271년–273년: 스타틸리우스 암미아누스
- 273년: 가이우스 클라우디우스 피르무스
- 280년–281년: 살루스티우스 하드리아니우스
- 283년: 켈레리누스
- 283년–284년: 폼포니우스 얀바리아누스
- 284년경: 마르쿠스 아우렐리우스 디오게네스
- 285년: 아우렐리우스 메르쿠리우스
- 286년경: 페레그리누스
- 287년–290년: 가이우스 발레리우스 폼페이아누스
- 291년–292년:[7] 티티우스 호노라투스
- 292년–293년: 루필리우스 펠릭스
- 297년: 아리스티우스 옵타투스
- 297년: 아우렐리우스 아킬레우스
- 298년: 아이밀리우스 루스티키아누스
- 298년–299년: 아일리우스 푸블리우스
- 299년–300년: 헤라클리우스
- 303년과 311년 사이: 아폴로니우스
- 303년경: 에우스트라티우스 (?)
- 303년–306년: 클로디우스 쿨키아누스
- 307년: 소시아누스 히에로클레스[8]
- 308년: 발레리우스 빅토리누스
- 308년–309년: 아일리우스 히기누스
- 310년경: 티틴니우스 클로디아누스
- 312년: 아우렐리우스 암모니우스
- 328년 이전: 아우렐리우스 아피온
- 328년: 율리우스 율리아누스

## 후대 로마의 관구 (330년 – 395년)
이집트 속주의 총독. 이름 및 시기는 Prosopography of the Later Roman Empire, vol. 1, pp. 1084–1085에서 발췌하였다.
- 마그닐리아누스 (330년)
- 플로렌티우스 (331년)
- 히기누스 (331년–332년)
- 파테리우스 (333년–335년)
- 필라그리우스 1세 (335년–337년)
- 안토니우스 테오도루스 ([337?–]338년)
- 필라그리우스 2세 (338년–340년)
- 롱기누스 (341년–343년)
- 팔라디우스 (344년)
- 네스토리우스 (345년–352년)
- 세바스티아누스 (353년–354년)
- 막시무스 (355년 – 356년 2월 11일)
- 카타프로니우스 (356년 6월 10일 – 357년)
- 파르나시우스 (357년–359년)
- 이탈리키아누스 (359년 때 세 달)
- 파우스티누스 (359년–361년)
- 헤르모게네스 (불확실, 361년 이전?)
- 히메리우스 (4세기 초–중엽?)
- 게론티우스 (361년 11월 30일 – 362년 2월 4일)
- 에크디키우스 올림푸스 (362년 10월 – 363년 9월 16일)
- 히에리우스 (364년)
- 막시무스 (364년)
- 플라비아누스 (364년 – 366년 7월 21일)
- 프로클리아누스 (366년–367년)
- 에우톨미우스 타티아누스 (367년 1월 27일 – 370년 10월 6일)[9]
- 올림피우스 팔라디우스 (370년–371년)
- 아일리우스 팔라디우스 (371년–374년)
- ??푸블리우스 (376?년)
- ??바시아누스 (379년)
- ??하드리아누스 (379년)
- 율리아누스 (380년 3월 17일)
- ??안토니누스 (381년[–382?년])
- 팔라디우스 (382년 5월 14일)
- 히파티우스 1세 (383년 4월 29일 - 5월 8일)
- 오파투스 (384년 2월 4일)
- 플로렌티우스 (384년 12월 20일 – 386년 6월 16일)
- 파울리누스 (386년 7월 25일 - 11월 30일)
- 에우세비우스 (387년)
- 울피우스 에리트리우스 (388년 4월 30일)
- 알렉산데르 (388년 – 390년 2월 18일)
- 에바그리우스 (391년 6월 16일)
- 히파티우스 2세 (392년 4월)
- 포타미우스 (392년 5월 5일 - 7월 30일)
- 다모니쿠스 (불확실, 4세기 말?)
- 테오도루스 (4세기 말)

## 제1차 비잔티움 시대 (395년 – 616년)
이름 및 시기는 John Stewart의 African States and Rulers (2006)에서 발췌했다.
직위:
1. 프라이펙투스 (395년 - 539년)[10]
2. 둑스 (539년 - 616년)[10]

- 카르모시누스 (395년 - 396년 2월 5일)
- 겐나디우스 (토르콰투스로도 알려짐) (396년 2월 5일 - 396년 3월 30일)
- 레미기우스 (396년 3월 30일 - 397년 6월 17일)
- 아르켈라우스 (397년 6월 17일 - ?)
- 불명 (? - 403년)
- 펜타디우스 (403년 - 404년)
- 에우탈리우스 (404년 - ?)
- 불명 (? - 415년)
- 오레스테스 (415년 - ?)
- 불명 (? - 422년)
- 칼리스토스 (422년 - ?)
- 불명 (? - 435년)
- 클레오파테르 (435년 - ?)
- 불명 (? - 442년)
- 카르모시누스 (442년 - ?)
- 불명 (? - 451년)
- 테오도루스 (451년 - ?)
- 불명 (? - 453년)
- 플로루스 (453년 - ?)
- 불명 (? - 468년)
- 알렉산데르 (468년 - ?)
- 불명 (? - 476년)
- 보이투스 (476년 - 477년)
- 안테미우스 (477년 - 478년)
- 테옥티스투스 (478년 - 479년)
- 테오그노스투스 (479년 - ?)
- 불명 (? - 482년)
- 페르가미우스 (482년 - ?)
- 불명 (? - 485년)
- 에우트레키우스 (485년 - ?)
- 불명 (? - 487년)
- 테오도루스 (487년)
- 아르세니우스 (487년 - ?)
- 불명 (? - 501년)
- 에우스타티우스 (501년 - ?)
- 불명 (? - 510년경)
- 테오도시우스 (510년경 - ?)
- 불명 (? - 520년)
- 리키니우스 (520년 - ?)
- 불명 (? - 527년)
- 헤파이스투스 (527년 - ?)
- 불명 (? - 535년)
- 디오스코루스 (535년 - ?)
- 불명 (? - 537년)
- 로돈 (537년 - ?)
- 불명 (? - 539년)
- 페트루스 마르켈리누스 펠릭스 리베리우스 (539년 - 542년)
- 요안니스 락사리온 (542년 - ?)
- 불명 (? - 560년경)
- 플라보리누스 (560년경 - ?)
- 불명 (? - 566년)
- 유스티노스 (566년 - ?)
- 불명 (? - 582년)
- 요안니스 (582년 - ?)
- 불명 (? - 585년경)
- 파울로스 (585년경 - ?)
- 불명 (? - 588년경)
- 요안니스 (588년경 - ?)
- 불명 (? - 592년경)
- 콘스탄티노스 (592년경 - ?)
- 불명 (? - 595년경)
- 메나스 (595년경 - ?)
- 불명 (? - 600년)
- 페트로스 (유스티노스로도 알려짐) (600년 - 603년)
- 불명 (603년 - 606년경)
- 요안니스 (606년경 - ?)
- 불명 (? - 614년)
- 니케타스 (614년 - ?)
- 불명 (? - 616년)

## 사산 점령기
| # | 총독                   | 시작     | 종료       | 참조 |
| - | ---------------------- | -------- | ---------- | --- |
| - | Benjamin (대주교 총독) | 616년    | 628년      | |
| 1 | 샤흐르바라즈           | 618년    | 621년 이전 | |
| 2 | 샤흐랄란요잔           | 621년경  | 625?년     | |
| 3 | 샤흐르바라즈           | 626?년경 | 628년경    | 이집트에서는 샤흐르바라즈의 통치에 있을 당시 그는 페르시아 병력을 철수하기로 이라클리오스와 동의했다고 기록하였다 |

## 제2차 비잔티움 시기 (628년-642년)
| # | 총독                  | 시작    | 종료           | 직책                   | 참조                         |
| - | --------------------- | ------- | -------------- | ---------------------- | ---------------------------- |
| 1 | 불명                  | 628년   | 629년          | 군사 관련 프라이펙투스 | -                            |
| 2 | 아나스타시오스        | 629년   | 641년          | 군사 관련 프라이펙투스 | -                            |
|   | 알렉산드리아의 키로스 | 630년대 | 630년대        | 대주교 및 교황         | 황제가 다시 복귀 명령을 내림 |
| 3 | 테오도로스            | 641년   | 642년 9월 17일 | 군사 관련 프라이펙투스 | -                            |
|   | 알렉산드리아의 키로스 | 630년대 | 642년          | 대주교 및 교황         | 우마르에게 항복              |

## 참고 문헌
- Heinz Hübner: Der Praefectus Aegypti von Diokletian bis zum Ende der römischen Herrschaft. Filser, München-Pasing 1952.
- Oscar William Reinmuth: The Prefect of Egypt from Augustus to Diocletian. Leipzig 1935.
- Arthur Stein: Die Präfekten von Ägypten in der römischen Kaiserzeit. Francke, Bern 1950.